# Brix
|  | Aquest article tracta sobre el municipi francès. Si cerqueu la historiadora, vegeu «Barbara Brix». |

Brix és un municipi francès situat al departament de la Manche i a la regió de Normandia a la conca del Douve. L'any 2018 tenia 2.157 habitants. És la cleda dels de Bruce, la casa reial d'Escòcia.
Un primer esment escrit Brutus data de l'any 825, més tard es va escriure Bruoto, Bruis, Bruiz i Bris. El significat del nom és incert.

## Història
L'any 1106 Adam de Bruis va fundar a La Luthumière el priorat de Sant Pere, depenent de l'abadia de Saint-Sauveur-le-Vicomte. Un castell en aquest mateix lloc serà la seu d'una baronia el títol de la qual, transmès per la nissaga dels Goyon de Matignon, és avui portat pel príncep de Mònaco. Es funda una altra baronia, amb seu el castell d'Adam, construït per Adam de Brix. D'aquesta última baronia van eixir al segle xiii els reis d'Escòcia, entre ells Robert I (1274-1329), descendents de Robert de Bruce (mort el 1142). Tant del cognom com del poble, se'n troben ortografies variades: «de Brus», «de Brix» o «de Bruce».

## Demografia
El 2007 hi havia 2.001 habitants en 772 famílies de les quals 162 eren unipersonals. Hi havia 848 habitatges, 784 eren l'habitatge principal, 48 segones residències i 16 desocupats.

## Economia
El 2007 la població en edat de treballar era de 1.344 persones, 965 eren actives i 379 eren inactives. Hi ha un centenar d'empreses i entitats administratives, de la qual una escola elemental. L'any 2000 hi havia 107 explotacions agrícoles que conreaven 1.560 hectàrees.

## Llocs d'interés
- Les ruïnes del Castell d'Adam també anomenat Castell de Brix.[1]